# エントロピー的な力
エントロピー的な力（エントロピーてきなちから、英語：Entropic force）またはエントロピー力（エントロピーりょく）とは、主として熱力学的なエントロピーの増大による力や相互作用の総称である。電磁気力のような単一の分子の間に働く力ではなく、多数の分子における統計的性質として説明される巨視的な力である。

## 熱力学
一般に自発的変化は自由エネルギーが減少する方向へ進行する。自由エネルギー G はエンタルピー項 H とエントロピー項 TS からなる。変化分で書くと
{\displaystyle \Delta G=\Delta H-T\Delta S} (等温定圧条件)
すなわち自由エネルギーの減少（{\displaystyle \Delta G<0}）にはエンタルピーの減少（{\displaystyle \Delta H<0}）またはエントロピーの増加（{\displaystyle \Delta S>0}）が必要である。 このうちエンタルピーの減少に比較してエントロピー項の増加が大きい場合、これによる力をエントロピー的な力という。（それに対して電磁気力などはエンタルピー項に寄与する）
エントロピーとは、ある巨視的状態を「微視的に見た場合の乱雑さ」であり、これが増加するというのは多数の微視的状態からなる巨視的状態、つまり確率の高い状態に移行するということである。エンタルピーに変化がなければこの方向に変化が起こる。
エントロピー的な力の代表的なものとして浸透圧、エントロピー弾性、疎水効果がある。

## 浸透圧
浸透圧は半透膜をはさんだ濃度の異なる溶液の間で観測される圧力差である。溶媒は半透膜を通ってどちらへも移動するが、低濃度側から高濃度側へ移動した方がエントロピーが増加するため、この方向の移動が多くなり、これが圧力差として観測される。

## エントロピー弾性
外力による変形に応答して元の形に戻る性質を弾性というが、そのうち主としてエントロピー変化によるものがエントロピー弾性である。代表的なゴム弾性を例にとると、ゴムが引き伸ばされることで、それを構成するコイル状の分子も伸び、エントロピーは減少する。外力が弱くなるとエントロピーが増加する方向、すなわち元に戻る方向へ自発的に変化する。これは微視的には各分子の乱雑な熱運動によるものであるが、あたかも外力と逆の方向の力が働いているように感じられる。

## 疎水効果
疎水性物質が水と混ぜても混合せず分離する傾向を疎水効果という。界面活性剤がミセルを作ったり、タンパク質分子が疎水性部分を内側に向けて一定の折れたたみ構造を作ったりするのもこの効果によるので、一種の化学結合として疎水結合と呼ぶこともある。
疎水効果は水分子間の水素結合によるエントロピーに由来する部分が大きい。液体の水は水素結合がネットワークを作っているが、氷のように固いものではなく、常につなぎ換えが起こる緩い構造である。ここに水素結合を作らない疎水性物質が入るとネットワークが壊れ、残された水素原子は周囲に氷のような籠形構造（クラスレート）を作る（水の表面張力が強いのも同じ原理）。この構造はエントロピーが低いので、このような界面を最少にする状態が有利となり、水と油は分かれることになる。